# Johannes Tanner (politico 1627)
Johannes Tanner (Herisau, 11 maggio 1627 – prima del 1671) è stato un politico svizzero.

## Biografia
Figlio di Johannes Tanner e fratello di Laurenz Tanner, nel 1646 sposò Elisabeth Wolf, figlia di Hans Rudolf Wolf, maestro della corporazione dello Zafferano a Zurigo e balivo della contea di Kyburg. Fu sindaco di Herisau dal 1652 al 1659, cinque volte inviato alla Dieta federale dal 1658 al 1662 e Landamano di Appenzello Esterno dal 1660 al 1665.
Nella lite per la costruzione della chiesa nel comune di Kurzenberg nel 1650-1652 si schierò, come suo padre, a favore di un unico edificio a Wolfhalden. Nel 1652 l'autorità lo nominò responsabile per l'erezione della chiesa. Fino alla morte si oppose allo sfaldamento del comune. Nel 1664 fu mediatore dei cantoni riformati nella lite che oppose il principe abate di San Gallo al Toggenburgo riformato.